# Billy Thompson
Pour les articles homonymes, voir Billy Thompson (homonymie), Thompson et William Thompson.
William « Billy » Stansbury Thompson (né le 1er décembre 1963 à Camden, New Jersey) est un ancien joueur américain de basket-ball de NBA. Il passa cinq ans aux Lakers de Los Angeles, au Heat de Miami et aux Warriors de Golden State.
Thompson évolua au lycée Camden.
Thompson, ailier issu de l'université de Louisville et remporta lors de sa saison senior avec l'équipe des Cardinals le titre de championne NCAA en 1986. Il fut sélectionné au dix-neuvième rang de la draft 1986 par les Hawks d'Atlanta, mais fit partie d'un transfert le jour même de la draft l'envoyant aux Lakers de Los Angeles, où il fut membre de l'équipe des Lakers double championne NBA en 1986-1987 et 1987-1988. Avec les titres universitaires de 1986 et le titre NBA 1987, il devient le quatrième joueur de l'histoire du basket-ball à remporter ces deux titres de manière consécutive, après Bill Russell avec Université de San Francisco en 1956 et les Celtics de Boston en 1957, Henry Bibby avec UCLA en 1972 et les Knicks de New York en 1973 et Magic Johnson avec université d'État du Michigan en 1979 et les Lakers de Los Angeles en 1980.
Il fut ensuite libéré lors de la draft d'expansion 1988 et fut sélectionné par le Heat de Miami, où il fut titulaire, inscrivant une moyenne de 10,8 points par match, puis 11,0 points lors de la saison 1989-1990.
Après sa carrière NBA, Thompson joue en Israël pour l'Hapoël Jérusalem. Aux côtés d'Adi Gordon, Thompson mène l'Hapoël à deux coupes d'Israël. Il joue aussi au Fenerbahçe en Turquie.